# Коктерек (Хромтауський район)
Котере́к (каз. Көктерек) — село у складі Хромтауського району Актюбінської області Казахстану. Входить до складу Коктобинського сільського округу.
У радянські часи село називалось Авангард.
Населення — 64 особи (2021; 113 у 2009, 218 у 1999, 406 у 1989).